# Teresa Machado
Pour les articles homonymes, voir Machado.
Teresa Machado (née le 22 juillet 1969 à Ílhavo et morte le 28 février 2020) est une athlète portugaise spécialiste du lancer du poids et du lancer du disque. Elle a participé à quatre Jeux olympiques de 1992 à 2004 et a détenu le record du Portugal du disque de 1989 à 2021.

## Biographie

### Palmarès
| Date | Compétition                          | Lieu          | Résultat | Épreuve | Performance |
| ---- | ------------------------------------ | ------------- | -------- | ------- | ----------- |
| 1987 | Championnats d'Europe juniors        | Birmingham    | 9e       | Poids   | 14,15 m     |
| 1987 | Championnats d'Europe juniors        | Birmingham    | 6e       | Disque  | 47,12 m     |
| 1988 | Championnats du monde juniors        | Sudbury       | 9e       | Disque  | 48,36 m     |
| 1990 | Championnats d'Europe en salle       | Glasgow       | 11e      | Poids   | 15,26 m     |
| 1990 | Championnats d'Europe                | Split         | 13e      | Poids   | 14,34 m     |
| 1990 | Championnats ibéro-américains        | Manaus        | 3e       | Poids   | 15,87 m     |
| 1990 | Championnats ibéro-américains        | Manaus        | 1re      | Disque  | 53,92 m     |
| 1992 | Championnats d'Europe en salle       | Gênes         | 12e      | Poids   | 15,80 m     |
| 1992 | Championnats ibéro-américains        | Séville       | 4e       | Disque  | 56,92 m     |
| 1994 | Championnats ibéro-américains        | Mar del Plata | 5e       | Poids   | 15,34 m     |
| 1994 | Championnats ibéro-américains        | Mar del Plata | 1re      | Disque  | 61,20 m     |
| 1996 | Jeux olympiques d'été                | Atlanta       | 10e      | Disque  | 61,38 m     |
| 1997 | Championnats du monde                | Athènes       | 6e       | Disque  | 62,00 m     |
| 1998 | Championnats ibéro-américains        | Lisbonne      | 3e       | Poids   | 16,15 m     |
| 1998 | Championnats ibéro-américains        | Lisbonne      | 1re      | Disque  | 61,67 m     |
| 1998 | Championnats d'Europe                | Budapest      | 9e       | Disque  | 60,90 m     |
| 2000 | Jeux olympiques d'été                | Sydney        | 11e      | Disque  | 59,50 m     |
| 2002 | Championnats d'Europe                | Munich        | 7e       | Disque  | 60,41 m     |
| 2003 | Coupe d'Europe hivernale des lancers | Gioia Tauro   | 1re      | Disque  | 63,65 m     |
| 2003 | Championnats du monde                | Paris         | 10e      | Disque  | 59,46 m     |
| 2004 | Championnats ibéro-américains        | Huelva        | 2e       | Disque  | 57,81 m     |

### Records
| Épreuve          | Performance | Lieu        | Date         |
| ---------------- | ----------- | ----------- | ------------ |
| Lancer du poids  | 17,18 m     | Lisbonne    | 29 juin 1996 |
| Lancer du disque | 65,40 m     | São Jacinto | 3 mai 1998   |